# Автономна будівля
Автономні будівлі проектуються і будуються для експлуатації незалежно від інфраструктурних послуг підтримки, таких як електричні мережі, газові мережі, муніципальні системи водопостачання, системи очищення стічних вод, зливові стоки, послуги зв'язку, а в деяких випадках, дороги загального користування.
Прихильники автономного будівництва описують переваги, які полягають в зниженні впливу будівель на довкілля, підвищення безпеки і зниження вартості обслуговування. Деякі наведені переваги задовольняють принципи зеленого будівництва, а не інфраструктурної незалежності як такої. Позамережеві будівлі часто покладаються дуже мало на громадські служби забезпечення а тому є безпечнішими і комфортнішими під час стихійного лиха, громадських заворушень чи бойових дій.